# Metorchis albidus
Metorchis albidus är en plattmaskart. Metorchis albidus ingår i släktet Metorchis och familjen Opisthorchiidae. Inga underarter finns listade i Catalogue of Life.